# Final Fantasy
Final Fantasy (яп. ファイナルファンタジ, кириліз.: Файнару Фантадзі, укр. Остання фантазія) — серія відеоігор, створена геймдизайнером Сакаґучі Хіронобу, а також торгова марка, заснована на цій серії, яка належить японській компанії Square Enix (у минулому Square Co.). Основною складовою торгової марки є фентезійні і науково-фантастичні рольові ігри, але, крім цього, бренд Final Fantasy включає кінофільми, аніме, журнали та інші супутні товари.
Перша гра серії розроблялася в 1987 році силами маленької студії Square, яка складалася з декількох чоловік і знаходилася у важкому матеріальному становищі. Звідси і назва Final Fantasy — Остання фантазія, бо якщо б гра не мала успіху, це була б остання фантазія цієї студії. Однак, випущений ними продукт виявився досить успішним і привів до появи багатьох сиквелів.
Ранні ігри Final Fantasy були виключно рольовими (в японському розумінні жанру), проте згодом під цією назвою стали з'являтися тактичні рольові ігри, рольові ігри з елементами екшн, MMORPG та навіть спортивні симулятори.
Всі частини основної лінійки ігор Final Fantasy абсолютно незалежні одна від одної. Дія ігор відбувається в різних вигаданих світах і описує пригоди різних героїв, при тому, що деякі елементи, такі як імена другорядних персонажів, ігрова механіка і характерні музичні теми, часто залишаються незмінними. Сюжет, як правило, оповідає про групу молодих людей, які об'єдналися в команду для боротьби з великим злом і подорожують заради порятунку світу. Всі ігри насичені посиланнями до історії, мов і міфології різних культур.
Серію завжди супроводжував комерційний успіх, у цей час у всьому світі продано понад 96 млн копій ігор, що ставить Final Fantasy на шосте місце в списку найуспішніших ігрових серій за всю історію ігрової індустрії. У 2006 році торговій марці Final Fantasy за видатні заслуги присудили премію Walk of Game, а в ігровій Книзі рекордів Гіннесса за станом на 2008 рік зафіксовані сім світових досягнень.
Серія славиться, перш за все, інноваційними технологіями, передовими розробками в області візуалізації і музики, широким використанням революційної для 1990-х років технології FMV, фотореалістичними моделями персонажів і оркестровими саундтреками Уемацу Нобуо. Іграм Final Fantasy відводиться центральна роль у популяризації традиційних японських рольових ігор на Заході.

## Серія
Перша частина серії Final Fantasy була випущена 18 грудня 1987 року, однак, наступні ігри, приписані авторами до цієї серії, не є прямими продовженнями першоджерела, представляючи собою скоріше окремі епізоди, об'єднані лише деякими концептуальними принципами, ніж сюжетом, сетингом або персонажами. З розвитком компанії Square, стали з'являтися різні спін-офи, побічні малобюджетні ігри, які не відносяться до основної серії, але виконані в тому ж стилі.
Початково японські, ряд ігор нині локалізовані для ринків Північної Америки, Європи та Австралії; існують версії як для консолей, так і для персональних комп'ютерів. З розвитком мобільного зв'язку все частіше розробляються версії для мобільних телефонів. Старі ігри регулярно перевидаються для платформ нових поколінь, часто з покращеною графікою і бонусами.

### Основна серія ігор
Final Fantasy I для приставки Nintendo Entertainment System з'явилася на прилавках Японії в 1987 році, трьома роками пізніше була адаптована для споживачів США. Згодом портована на платформи MSX 2, WonderSwan Color, PlayStation, PSP, GameBoy Advance та мобільні телефони. У центрі історії — похід чотирьох «воїнів світла» в їх боротьбі зі «вартовими Хаосу». Гра, що містила багато геймплейних запозичень з серій Dragon Quest і Wizardry, заклала стандарти жанру JRPG.
Final Fantasy II вийшла в 1988 році ексклюзивно для Японії. Сюжет розгортається навколо участі четвірки героїв в опорі проти тиранічної імперії. У другій частині вперше з'явилися багато традиційних елементів серії, такі як їздовий птах чокобо і персонаж Сід. Як і попередниця, ця гра теж була портована для різних ігрових систем.
Final Fantasy III завершила ряд 8-бітових ігор. Її сценарій описує долю чотирьох сиріт, що випадково знайшли магічний кристал. Тут вперше з'явилася система професій, магічні створіння мугли. Третя частина не отримала великого успіху серед критиків і не видавалася ніде, крім Японії, аж до 2006 року, коли з'явився повномасштабний рімейк для портативної консолі Nintendo DS.
Три гри серії були розроблені для приставки четвертого покоління Super Nintendo Entertainment System, і пізніше перевидані для інших платформ. Final Fantasy IV з'явилася у продажу в Японії і США в 1991 році, з різницею в чотири місяці. Причому в Північній Америці ця гра була випущена під назвою Final Fantasy II. Основний сюжет — історія темного лицаря, який служив агресивній мілітаристичній державі, але став паладином для боротьби зі злим чаклуном. У четвертій частині розробники відмовилися від ідеї «чотирьох героїв на всі руки» — тепер стали доступні 12 унікальних персонажів, кожен зі своїм набором умінь. Крім цього, у грі вперше представлена популярна бойова система Active Time Battle, коли вороги атакують, не чекаючи ходу гравця.
Final Fantasy V вийшла в 1992 році тільки в Японії, оскільки продюсери Square визнали її занадто складною і незвичайною для західного гравця. Сюжет оповідає про пригоди четвірки друзів у двох світах в спробі врятувати обидва світу від злого духу. На підтримку п'ятої частини, в якій використовувалася серйозно допрацьована система професій з Final Fantasy III, був знятий аніме-серіал "Final Fantasy: Legend of the Crystals".
Final Fantasy VI вийшла в 1994 році в Японії і США. Через порушення нумерації північно-американська версія знову отримала назву відмінну від оригінальної — Final Fantasy III. Головну роль у сюжеті гри відіграє велика компанія друзів, які об'єдналися, щоб перешкодити спробам амбітної імперії порушити світову гармонію. З'явилася нова, набагато гнучкіша, ніж у попередніх іграх серії, система розвитку персонажів, побудована на використанні містичних істот «Есперів»; шоста частина лідирує за кількістю ігрових персонажів — грати можна чотирнадцятьма різними героями.
Наступні три гри основної лінійки вийшли для приставки PlayStation. При виробництві Final Fantasy VII, випущеної в 1997 році, розробники відмовилися від звичних двомірних спрайтів на користь тривимірної графіки, з полігональними персонажами, що переміщаються по заздалегідь відрендерених локаціях. У цій грі група друзів протистоїть жадібній енергетичній корпорації та пізніше стикається з дійсною загрозою людству — непереможною інопланетною істотою. Стилістично сетинг став сучаснішим, відійшовши від жанру фентезі ближче до наукової фантастики. Крім того, сьома частина стала першою грою серії, що була офіційно видана в Європі і портована для ПК.
У Final Fantasy VIII, що вийшла в 1999 році, описується подорож групи молодих найманців, які намагаються зупинити злу відьму, що вирішила провести стиснення часу — глобальний процес, результат якого невідомий. У восьмий частини вперше в серії були використані моделі персонажів з реалістичними пропорціями, а не «чібі», як у попередніх іграх (в Final Fantasy VII пропорційні моделі присутні тільки в режимі бою).
Роком пізніше була випущена Final Fantasy IX. Згідно з сюжетом герої намагаються зупинити війну, яку розв'язала честолюбна королева, але в підсумку стикаються зі спробою поглинання їхнього світу іншим світом. Тут розробники вирішили звернутися до коренів серії, створивши традиційніший, ніж у попередніх трьох іграх, вигаданий світ у фентезі-антуражі.
Шосте покоління приставок для Останньої фантазії відкрилося в 2001 році грою Final Fantasy X, яка, як і дві наступні частини, вийшла під консоль PlayStation 2. Головний герой історії потрапляє в далеке майбутнє свого світу і намагається захистити його від ворожої істоти, відомої як Сін (Sin — Гріх). Автори десятої частини відмовилися від заздалегідь відрендерених фонів. Гра вперше в серії стала повністю тривимірною; крім того, в ній вперше були озвучені всі сюжетні діалоги. Гра отримала повноцінний, хоча і не однозначно оцінений сиквел — Final Fantasy X-2.
Final Fantasy XI з'явилася в 2002 році для PlayStation 2 і ПК, пізніше для Xbox 360. На відміну від всіх інших ігор серії, одинадцята частина — онлайн-гра, в якій одночасно можуть брати участь тисячі гравців. Це перша гра серії, в якій традиційні покрокові битви і випадкові зустрічі з монстрами були замінені боями в реальному часі.
Final Fantasy XII вийшла в 2006 році. В ній описуються події, що відбуваються у світі Іваліс, де могутня імперія окупує маленьке беззахисне королівство. У дванадцятій грі серії використовується бойова система реального часу, схожа з бойовою системою Final Fantasy XI, а також система «гамбіту», що дозволяє автоматично управляти в бою одночасно кількома персонажами, і «дошка ліцензій», що забезпечує гнучкий розвиток героїв.
Final Fantasy XIII розроблялася для консолей PlayStation 3 і Xbox 360 і з'явилася в Японії в 2009 році, а в решті країн — в 2010-му. Гра стала першою з компіляцій кількох запланованих ігор Fabula Nova Crystallis Final Fantasy XIII. Тринадцята частина оповідає про конфлікт між двома пов'язаними світами — технократичним Коконом і світом дикої природи Пульсом, і про спробу групи героїв виконати покладене на них «богами» фал'сі суперечливе призначення.
Друга онлайн-гра в серії, Final Fantasy XIV, розроблялася для платформ PS3 і ПК. Для користувачів персональних комп'ютерів гра стала доступною з вересня 2010 року. Final Fantasy XIV виявилася провальною і була перевидана як Final Fantasy XIV: Realm Reborn, яка стала значно успішнішою за оригінальну гру.
Final Fantasy XV стала найдовше розроблюваною грою серії (12 років з дати анонсу) і однією з найочікуваніших. Її випуск відбувся у 2016 році, чому передував випуск супутньої продукції: повнометражного фільму та аніме. На той час репутація серії Final Fantasy стала падати. Цьому посприяли провал Final Fantasy XIV, епізоди-продовження Final Fantasy XIII і засилля малобюджетних мобільних ігор та перевидань. Final Fantasy XV стала більш орієнтованою на західну аудиторію і отримала позитивні відгуки. Проте численними критиками відзначалося, що вона не у всьому виправдала очікування і не в змозі повернути серії колишню велич.
Final Fantasy XVI вийшла 22 червня 2023 року для PlayStation 5. Вона повернулася до суто фентезійної тематики та описує пригоди принца Клайва, що бореться за визволення свого герцогства та розшукує вбивцю свого брата. Критики найвище оцінили нову бойову систему у стилі Devil May Cry чи Bayonetta, а також схвалення отримали графіка та музика.

## Основні елементи

### Сюжет і тематика
Події ігор серії відбуваються в різних світах (не рахуючи продовжень чи приквелів тієї самої гри), але мають подібні сюжетні ходи, тематику, імена персонажів. Це як фентезійні, так і науково-фантастичні світи, часто з поєднанням елементів обох. Наприклад, в FFVI є роботи магітеки, які працюють на магії. В FFVII індустріальна цивілізація базується на використанні життєвої сили планети.
Поширеною темою в іграх Final Fantasy є дуалізм. Двоїстість може виражатися в різних формах, наприклад: два конфліктуючі світи чи держави, протистояння головного героя і антагоніста. Досить часто відбувається зміна світової рівноваги, яку герої повинні відновити. В деяких іграх наявний баланс між світлом і темрявою, наприклад FFIII, причому темрява не означає зло, переважання світла також призводить до катаклізмів. У більш пізніх іграх серії з'явилася тема циклу, який наближається до кінця. Так, в FFX світ періодично тероризує чудовисько Гріх. В FFXIV існують ери порядку і руйнувань, які чергуються.
Одним з найвідоміших повторюваних елементів є Кристали стихій, які з'являються у ранніх частинах основної серії, а також в декількох спін-оффах (Final Fantasy Mystic Quest, Final Fantasy Crystal Chronicles). На темі кристалів заснована підсерія останніх ігор Fabula Nova Crystallis.
Рідше, але також вагому роль відіграють небесні тіла та явища. В FFIV, FFVIII Місяць стає причиною катаклізмів, в FFXIV він використовується силами зла для знищення світу. Одне з найсильніших заклять має назву Метеор. Крім того метеор як реальний об'єкт відіграє ключову роль в FFVII і фільмі «Духи всередині». За принципом Зодіаку або ж незодіакальних сузірь поділяються божества, призивні істоти, самі головні герої, залежно від гри.
Поширеним сюжетним ходом є чудесний порятунок — якийсь з персонажів опиняється на межі неминучої смерті, але виживає завдяки збігу обставин чи втручанню вищих сил. Наприклад, в FFIII гине і воскресає вся ігрова партія, на неочікуваному виживанні головного героя FFX базується її продовження FFX-2. В FFXIII головні герої, попри закони світу гри, в фіналі повертають собі людську подобу (причини цього пояснюються в продовженні).
Зниклі цивілізації присутні в кожній грі серії. Зазвичай це високорозвинена технологічна або магічна цивілізація, яка залишила по собі явні сліди свого існування (руїни, технології, цілі небесні тіла), але з якихось причин зникла.
Повторюваними є імена персонажів. Сід з'являється у всіх іграх основної серії починаючи з Final Fantasy II (в пізніх ремейка оригінальної Final Fantasy теж був доданий такий персонаж). Але це завжди різний персонаж, який тісно пов'язаний з повітряними кораблями. Часто з'являється персонаж з ім'ям «Сара».

### Ігровий процес

Бій у Final Fantasy XV

В більшості ігор основної серії гравець керує групою героїв (ігровою партією), яка подорожує світом, виконуючи поставлені завдання і шукаючи пригод. В ранніх іграх серії існували окремі екрани для зображення ігрового світу і боїв на ньому. У пізніших бої відбуваються там же, де партія зустріла противника.
Персонажі мають систему класів — вона може дещо різнитися від гри від гри, але зазвичай наявні Воїн, Білий маг, Чорний маг, Червоний маг, Синій маг, Чернець, Злодій, Ніндзя. Багато Легендарної Зброї є ексклюзивом для того чи іншого класу. Так, наприклад, меч Екскалібур може використовувати Воїн, в той час як Чорний Маг заклинання Вогонь.
Герої більшість часу подорожують пішки, але їм доступні і транспорті засоби та їздові тварини. Примітною рисою серії є повітряні кораблі — літальні апарати, нерідко дирижаблі, які часто служать і як пересувна база. Нерідко транспорт виконаний в стилі стімпанку: зроблений з міді, заліза і дерева, має пропелери. В пізніх іграх виконаний в стилістиці дизельпанку, футуризму.
Персонажі в іграх серії Final Fantasy в ході боїв потрапляють під дії негативних статусів, таких як: німота, отруєння, скам'яніння чи сліпота. Але як і в багатьох інших консольних RPG, в Final Fantasy є предмети і заклинання, здатні зцілити від подібних статусів. За допомогою магії або спеціальних предметів персонажі здатні накладати такі ж статуси на противників.
Магія ділиться на кілька шкіл, кожна з яких позначена тим чи іншим кольором. Біла магія і Чорна магія засновані на сціленні/підтримці та атаці відповідно. Червона магія дозволяє використовувати заклинання низьких рівнів обох шкіл. Пізніше були додані Синя магія, що дозволяє вчити особливі вміння монстрів, Магія часу, Зелена магія і Магія Арканів, що містить заклинання з накладенням статусів. Часто магія є основою техніки і навіть індустріальної цивілізації: роботи Магітеки, двигуни на магічній імлі.
Деякі вигадані істоти, такі як чокобо і мугли з'являються в більшості ігор серії. З монстрів часто з'являються Бегемоти і Кактуари. Починаючи з Final Fantasy III в іграх присутні призивні істоти (також відомі як Еспери, Ейдолони або Еони), серед яких особливо часто зустрічаються: Бахамут, Шива, Іфрит, Левіафан і Раму.